# Sint-Vincentzanger
De sint-vincentzanger (Catharopeza bishopi) is een zangvogel uit de familie Parulidae (Amerikaanse zangers). Het is een bedreigde, endemische vogelsoort van het eiland Saint Vincent in het Caraïbisch gebied.

## Kenmerken
De vogel is 14,5 cm lang. De vogel is van boven donkergrijs gekleurd, bijna zwart met ook een donkere, brede borstband. Van onder is de vogel wit met grijs op de flanken. Verder heeft de vogel een opvallende, witte ring rond het oog en witte stippen op het uiteinde van de staartpennen.

## Verspreiding en leefgebied
Deze soort is endemisch op Saint Vincent. De leefgebieden liggen in de dichte ondergroei aan de randen van primair of oud secundair regenwoud op berghellingen tussen de 300 en 1100 meter boven zeeniveau.

## Status
De sint-vincentzanger heeft een beperkt verspreidingsgebied en daardoor is de kans op uitsterven aanwezig. De grootte van de populatie werd in 2016 door BirdLife International geschat op 2,0 tot 3,3 duizend volwassen individuen en de populatie-aantallen nemen af door habitatverlies. Het leefgebied wordt aangetast door ontbossing door zwerflandbouw, de winning van houtskool en de illegale teelt van hennep. Om deze redenen staat deze soort als bedreigd op de Rode Lijst van de IUCN.